# Pietro Campagnari
Pietro Campagnari, né le 15 mai 1941 à Vérone, est un coureur cycliste italien, professionnel de 1966 à 1974. 

## Palmarès
- 1963
  - 8e étape du Tour du Latium amateurs
  - 3e de la Nazionale di Santo Stefano Magra
- 1964
  - 6e étape du Tour du Latium amateurs
- 1965
  - Gran Premio Città di Rivarolo del Re
- 1967
  - 2e du Grand Prix Ceprano
- 1968
  - 3e du Grand Prix de Camaiore
- 1969
  - Grand Prix Tarquinia
- 1973
  - 4e étape du Tour des Pouilles

## Résultats sur les grands tours

### Tour d'Italie
9 participations
- 1966 : 66e
- 1967 : abandon
- 1968 : 73e
- 1969 : 49e
- 1970 : 58e
- 1971 : 61e
- 1972 : abandon
- 1973 : 102e
- 1974 : 76e

### Tour de France
2 participations
- 1971 : abandon (16e étape)
- 1972 : 74e